# Paller de Casa Amanda
El Paller de Casa Amanda és una obra de la Vall de Boí (Alta Ribagorça) protegida com a Bé Cultural d'Interès Local.

## Descripció
Casa de petites dimensions alineada amb el camí del Comú, de planta rectangular amb un cos annex, també té un semisoterrani obert al pati posterior i una planta baixa.
La coberta està feta a dues aigües, amb el carener paral·lel a dit camí.
A les façanes hi destaquen la balconada, la porta de la façana posterior i l'arc adovellat de la porta que dona al camí Comú.